# Marta Koszówna
Marta Koszówna (ur. 27 lipca 1911 w Hajdukach Wielkich, zm. 27 stycznia 1944 w Berlinie) – polska działaczka ruchu oporu, kurierka komórki „Stragan” Związku Walki Zbrojnej.

## Życiorys
Urodziła się 27 lipca 1911 roku w Hajdukach Wielkich (późniejszy Chorzów-Batory) w rodzinie pracownika huty Jana i Florentyny z domu Bochenek. Do jesieni 1939 roku pracowała w PKO w Katowicach.
Po wybuchu II wojny światowej, w czasie niemieckiej okupacji działała w sieci Oddziału Informacyjno-Wywiadowczego Komendy Głównej Związku Walki Zbrojnej jako kurierka komórki „Stragan”. Jeździła do Hamburga i Lipska.
1 grudnia 1942 roku w Katowicach została aresztowana wraz z Pelagią Szewczykówną. Po dwóch tygodniach została przewieziona do Berlina. 2 grudnia 1943 roku skazano ją na śmierć. Została zgilotynowana 27 stycznia 1944 roku w więzieniu Plötzensee.